# Örnsköldsviks högre allmänna läroverk
Örnsköldsviks högre allmänna läroverk var ett läroverk i Örnsköldsvik verksamt från 1861 till 1968.

## Historia
Skolan bildades 1861 som ett (lägre) elementarläroverk som från 1879 benämndes (lägre) allmänt läroverk.  Denna ombildades 1905 till en samskola och med början 1929 ombildades till en samrealskola. Med början 1944 ombildades skolan till Örnsköldsviks högre allmänna läroverk, med ett fyraårigt gymnasium.
Skolan kommunaliserades 1966 och namnändrades då till Nolaskolan. 
Studentexamen gavs från 1948 till 1968 och realexamen från 1909 till 1968.

## Byggnaden
Den nuvarande skolbyggnaden ritades av Paul Hedqvist och de första lektionerna ägde rum på skolan den 26 augusti 1949 och omfattade vid tillfället 789 elever.
Skolbyggnaden är byggd av tegel.
Invigning gjordes 5 april 1950  med prinsessan Sibylla, hertiginna av Västerbotten närvarande. Då byggnaden invigdes fanns där bibliotek, Humanistisk institution, Geografisk institution, Biologisk institution, Fysisk institution, Kemisk institution, Tekniksalar, Handarbetssal, Slöjdsalar, lokaler för hushållsgöromål och ett orgelverk i aulan.